# Hôtel de Vienne (Sarlat)
L'hôtel de Vienne, aussi appelé hôtel de Maleville ou hôtel de Brons, est situé à Sarlat-la-Canéda, en France.

## Localisation
L'hôtel est situé place Lucien-de-Maleville, à Sarlat-la-Canéda, dans le département de la Dordogne en région Nouvelle-Aquitaine.

## Historique
Bien que l'hôtel porte le nom d'hôtel de Vienne, du nom d'un de ses propriétaires Jean de Vienne, contrôleur général des finances d'Henri IV, il n'en est pas le constructeur initial. 
Jules de Verneilh a reconnu dans le rez-de-chaussée de ces maisons des ogives du Moyen Âge bouchées par de la maçonnerie. Pour le vicomte de Gérard, le style de l'hôtel fait remonter sa construction au milieu du XVIe siècle, y compris la tour noble, avant le début des guerres de religion, dans une période où, après la fin de la guerre de Cent Ans, la ville a retrouvé sa prospérité. On ignore qui est à l'origine de la construction des trois maisons qui ont été réunies dans cet hôtel.
Jean de Vienne devenu propriétaire des maisons à une date inconnue, probablement quand il est devenu intendant et contrôleur général des finances, en 1594. En 1595, un acte notarié est signé désignant son beau-frère, Antoine de Vayssières, marié à sa sœur, Bertrandine de Vienne, comme son fonder de pouvoir pour gérer ses affaires à Sarlat. Jean de Vienne est probablement le commanditaire du décor de la façade sur la rue de la Liberté qui a été plaqué sur une structure plus ancienne, le portail d'entrée et le décor sculpté de la tour noble permettant d'accéder à la salle de réception où se trouve une belle cheminée représentant un cerf couché entouré de deux chiens,,.
Après la mort de Jean de Vienne, l'hôtel devient le propriété de François de Brons, écuyer, seigneur de la Cour et la Romiguière, gentilhomme du Quercy, qui s'est fixé à Sarlat après son mariage, vers 1610, avec Bertrandine de Vayssières, fille de Bertrandine de Vienne et d'Antoine de Vayssières.
La famille de Brons a occupé cet hôtel jusqu'à sa vente, vers 1860, au marquis de Maleville.

## Description
L'hôtel a été réalisé en reliant trois maisons construites à différentes époques par un pavillon central et formant un ensemble ayant un plan formant approximativement un U autour d'une petite place. On trouve : 
- la maison de gauche en regardant l'entrée et la maison centrale forment un pavillon latéral servant à l'habitation et éclairé par des fenêtres aux meneaux cruciformes,
- le pavillon central qui comprend la tour noble de six étages comprenant un escalier à vis dominant l'ensemble des maisons voisines permettant, par paliers d'un demi étage, d'accéder aux différents niveaux de l'hôtel. Cette tour a été flanquée d'une tourelle engagée ronde placée dans un angle et montée sur une trompe pour racheter l'angle. Cette tour est égayée par des fenêtres variables de forme et d'emplacement qui ajoutent au pittoresque de l'ensemble. La porte d'entrée est en plein cintre, accostée de colonnes placées sur des socles et portant un entablement orné de trois médaillons. La tradition reconnaît le roi Henri IV dans celui de gauche, Marie de Médicis ou Gabrielle d'Estrées dans celui de droite, protectrice de Jean de Vienne, et le médaillon du centre porte un « M » sculpté par la famille de Maleville. Les angles de l'escalier à vis sont décorés par des sculptures d'angelot. À gauche se trouve un passage permettant de relier la place Lucien-de-Maleville à la rue Albéric-Cahuet.
- le bâtiment de droite comprend au premier étage une salle d'apparat aux solives apparentes possédant une grande cheminée dont le manteau droit est soutenu par deux colonnes ioniques. La tablette porte un magnifique cerf couché entre deux chiens qui le tiennent aux abois. Un écusson pend à son cou qui n'a pas été sculpté des armes de son commanditaire. Une frise ornée d'oves terminée par des volutes ioniques surmonte la cheminée. Jean de Vienne est probablement à l'origine du décor de la façade de ce bâtiment sur la rue de la Liberté qui a été rapporté.

## Protection
L'hôtel de Vienne ou de Maleville été classé au titre des monuments historiques en 1889.

## Galerie de photos

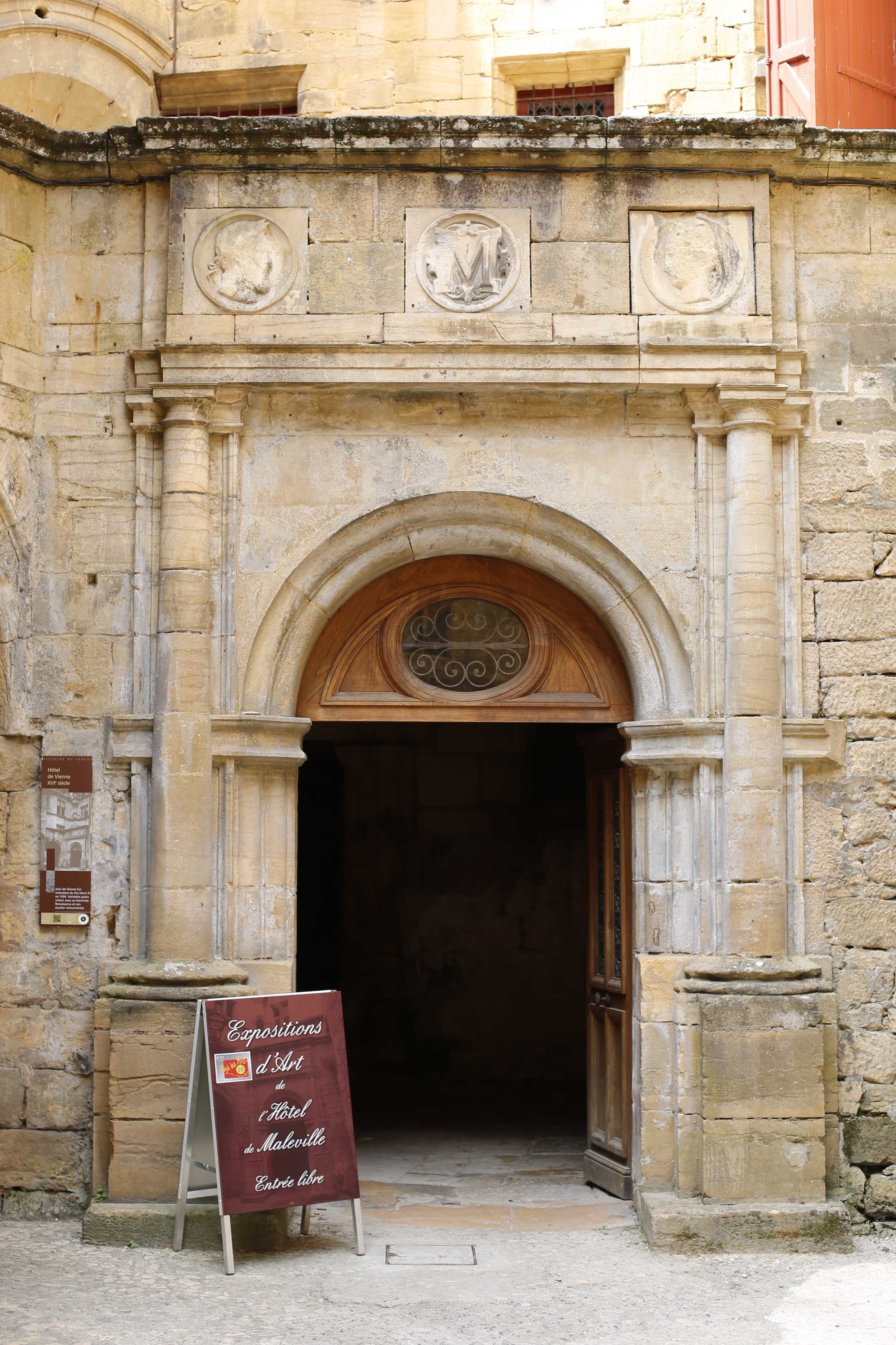
Portail monumental de la tour noble
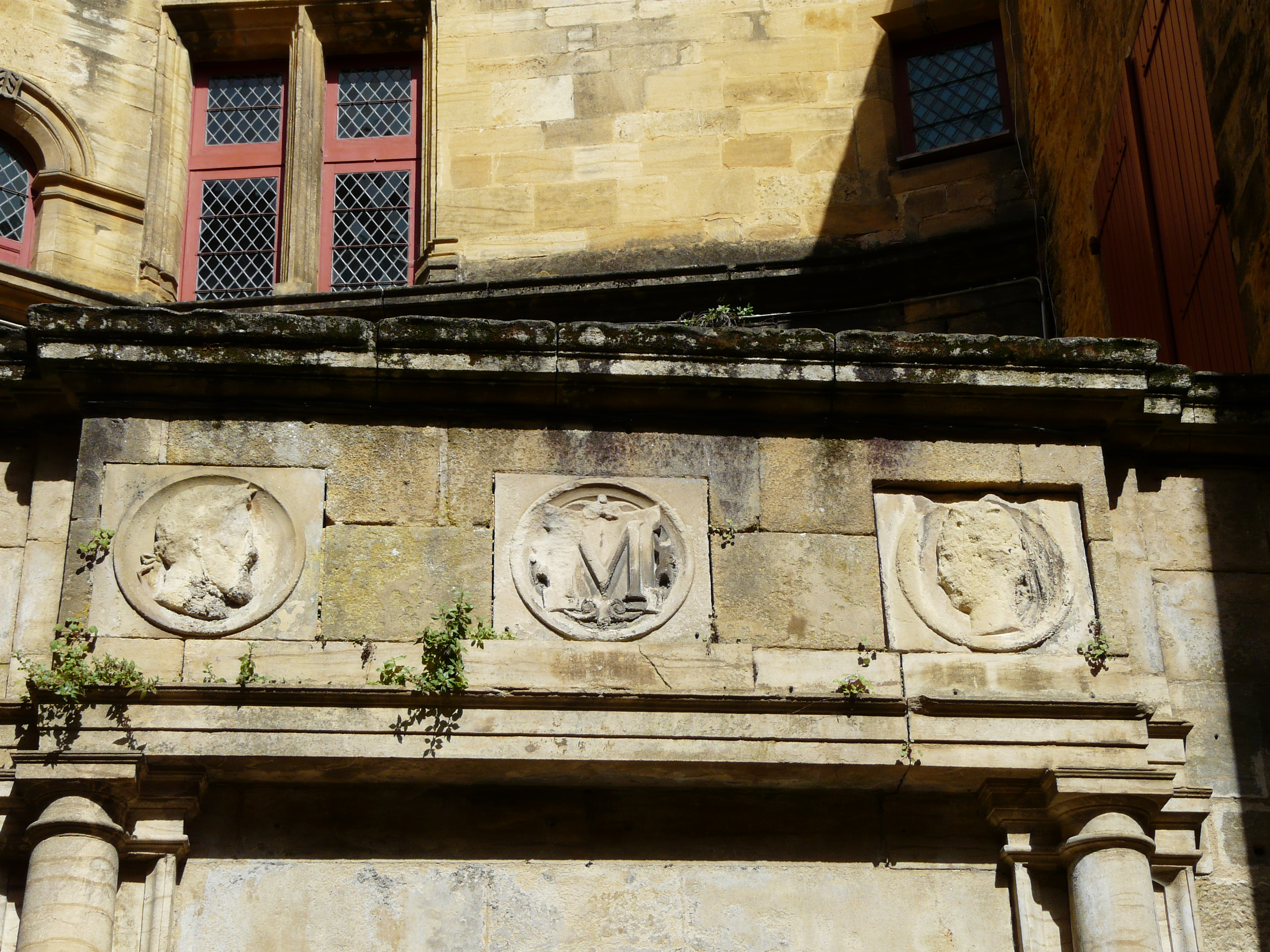
Entablement du portail d'entrée
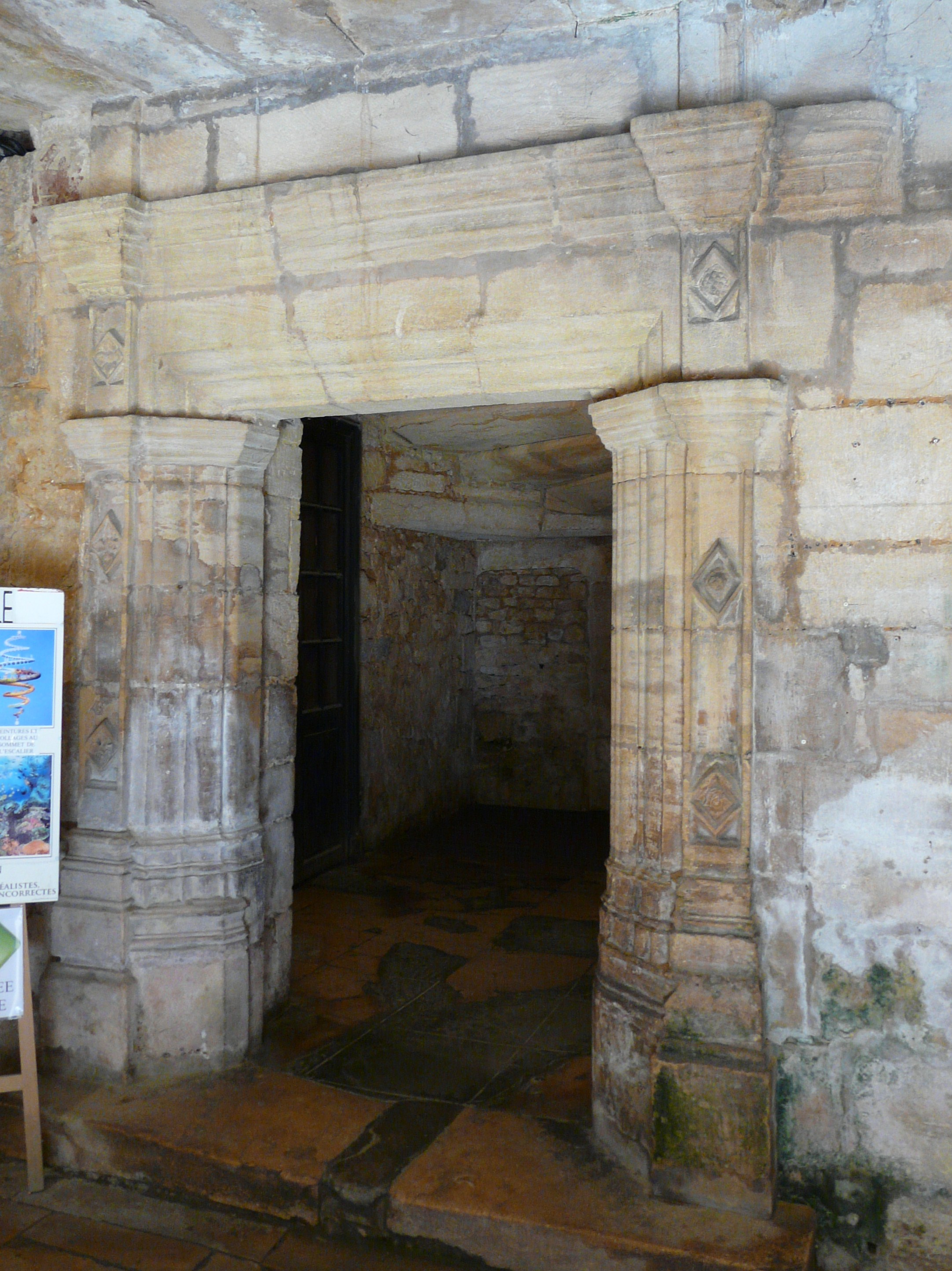
Portail à l'entrée de l'escalier de la tour noble
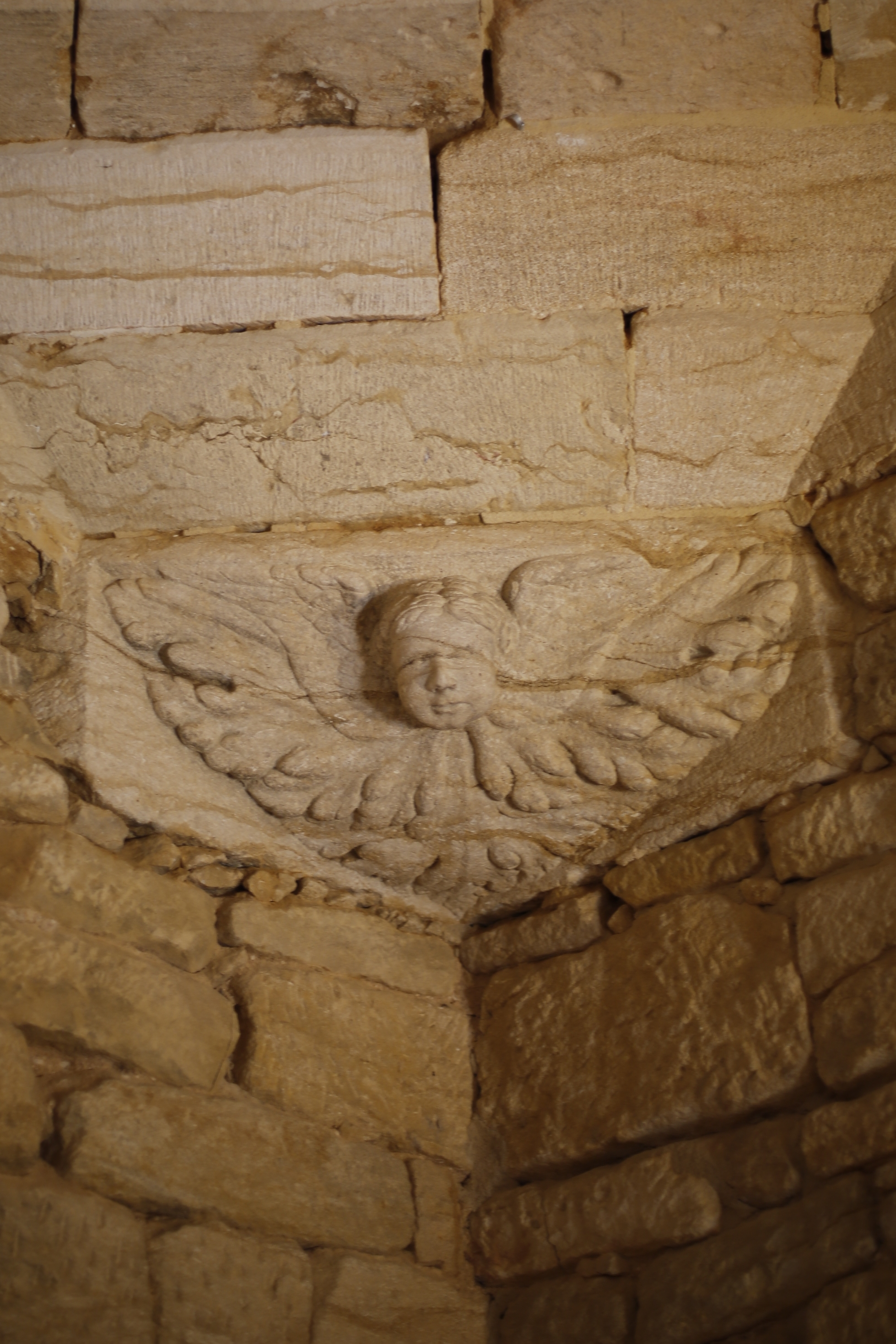
Décor sculpté de l'escalier
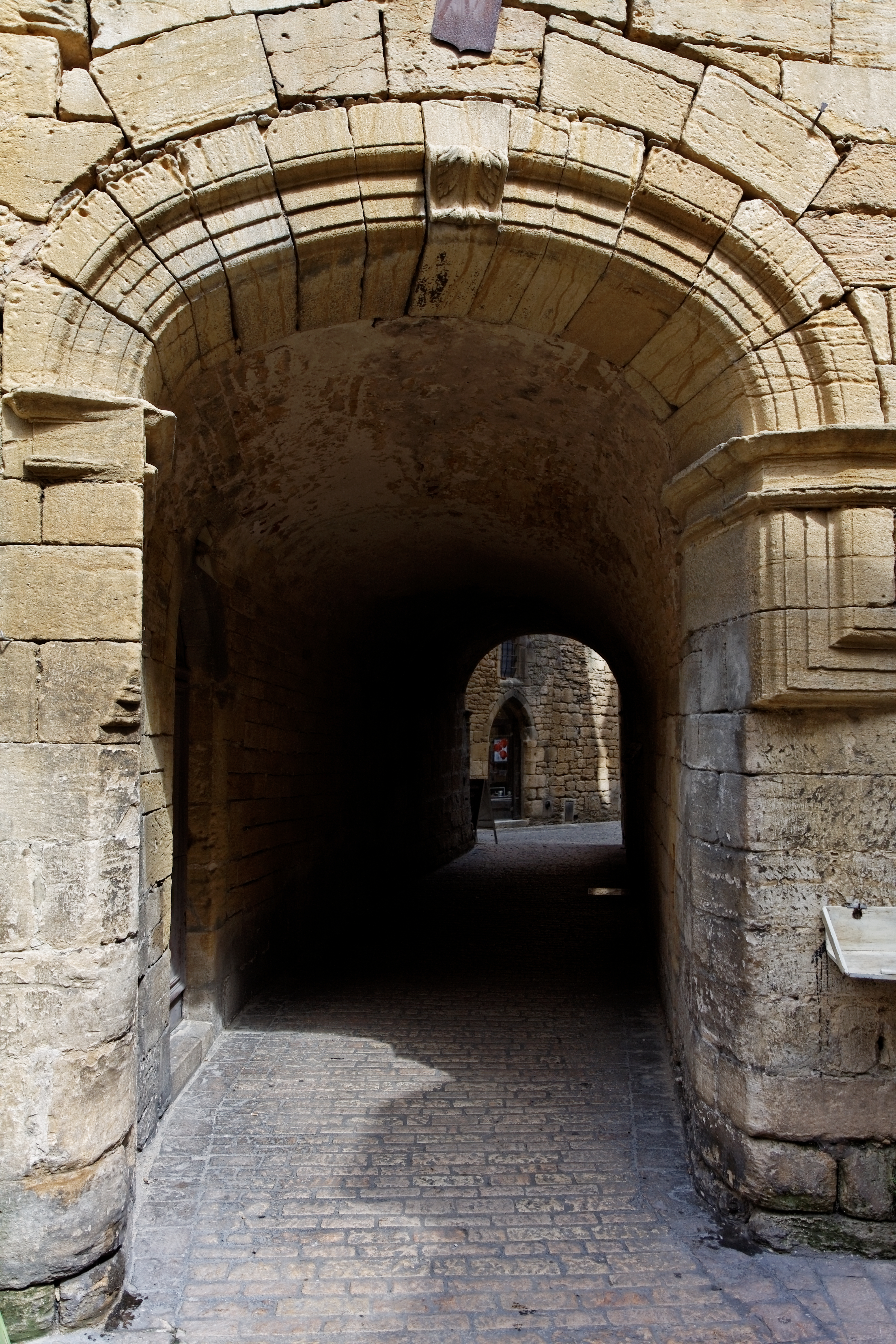
Passage sous l'hôtel
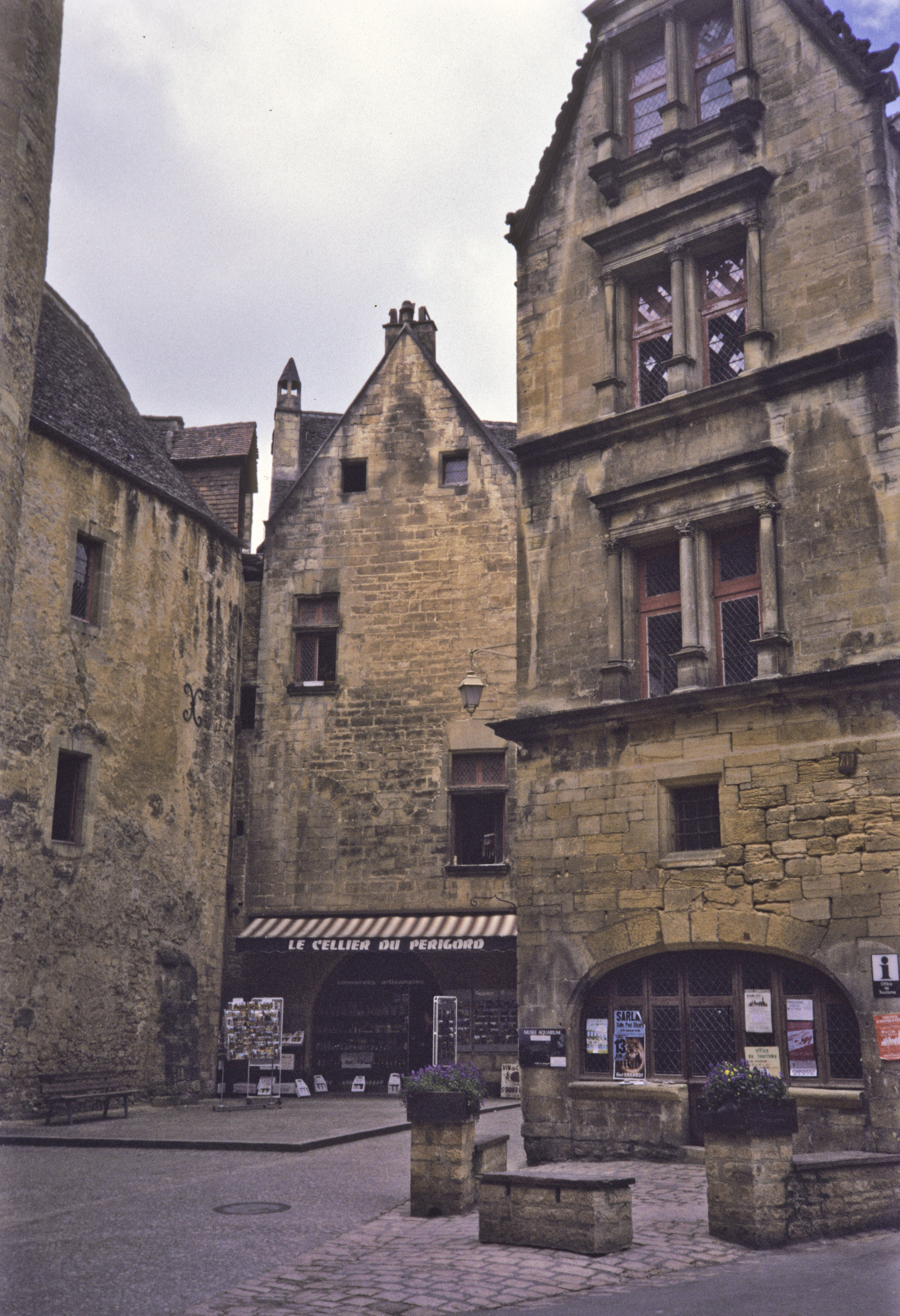
La façade sur la rue de la Liberté